# IndyCar Series 2009
Le championnat IndyCar Series 2009 s'est déroulé du 5 avril au 11 octobre 2009. Il a été remporté par le pilote britannique Dario Franchitti, sur une monoplace de l'écurie Chip Ganassi Racing.

## Engagés
| Écurie                     | Châssis | Moteur | No | Pilotes           |
| -------------------------- | ------- | ------ | -- | ----------------- |
| Team Penske                | Dallara | Honda  | 3  | Hélio Castroneves |
| Team Penske                | Dallara | Honda  | 6  | Ryan Briscoe      |
| Team Penske                | Dallara | Honda  | 12 | Will Power        |
| Target Chip Ganassi Racing | Dallara | Honda  | 9  | Scott Dixon       |
| Target Chip Ganassi Racing | Dallara | Honda  | 10 | Dario Franchitti  |
| Andretti Green Racing      | Dallara | Honda  | 7  | Danica Patrick    |
| Andretti Green Racing      | Dallara | Honda  | 11 | Tony Kanaan       |
| Andretti Green Racing      | Dallara | Honda  | 26 | Marco Andretti    |
| Andretti Green Racing      | Dallara | Honda  | 27 | Hideki Mutoh      |
| Vision Racing              | Dallara | Honda  | 20 | Ed Carpenter      |
| Vision Racing              | Dallara | Honda  | 21 | Ryan Hunter-Reay  |
| Dreyer & Reinbold Racing   | Dallara | Honda  | 24 | Mike Conway       |
| Newman/Haas/Lanigan Racing | Dallara | Honda  | 02 | Graham Rahal      |
| Newman/Haas/Lanigan Racing | Dallara | Honda  | 06 | Robert Doornbos   |
| Panther Racing             | Dallara | Honda  | 4  | Dan Wheldon       |
| HVM Racing                 | Dallara | Honda  | 33 | E.J. Viso         |
| A. J. Foyt Enterprises     | Dallara | Honda  | 14 | Vitor Meira       |
| Conquest Racing            | Dallara | Honda  | 34 | Alex Tagliani     |
| 3G                         | Dallara | Honda  | 98 | Stanton Barrett   |
| Luczo-Dragon Racing        | Dallara | Honda  | 12 | Raphael Matos     |

## Courses de la saison 2009
| Date         | Course                                                       | Circuit                        | Vainqueur         | Voiture       | Écurie              |
| 5 avril      | Honda Grand Prix of St-Petersburg                            | St. Petersburg                 | Ryan Briscoe      | Dallara-Honda | Team Penske         |
| 19 avril     | Toyota Grand Prix of Long Beach                              | Long Beach                     | Dario Franchitti  | Dallara-Honda | Chip Ganassi Racing |
| 26 avril     | RoadRunner Turbo Indy 300                                    | Kansas Speedway                | Scott Dixon       | Dallara-Honda | Chip Ganassi Racing |
| 24 mai       | Indianapolis 500                                             | Indianapolis Motor Speedway    | Hélio Castroneves | Dallara-Honda | Team Penske         |
| 31 mai       | ABC Supply Company A. J. Foyt 225                            | Milwaukee Mile                 | Scott Dixon       | Dallara-Honda | Chip Ganassi Racing |
| 6 juin       | Bombardier Learjet 550                                       | Texas Motor Speedway           | Hélio Castroneves | Dallara-Honda | Team Penske         |
| 21 juin      | Iowa Corn Indy 250                                           | Iowa Speedway                  | Dario Franchitti  | Dallara-Honda | Chip Ganassi Racing |
| 27 juin      | SunTrust Indy Challenge                                      | Richmond International Raceway | Scott Dixon       | Dallara-Honda | Chip Ganassi Racing |
| 5 juillet    | Camping World Watkins Glen Grand Prix                        | Watkins Glen International     | Justin Wilson     | Dallara-Honda | Dale Coyne Racing   |
| 12 juillet   | Honda Indy Toronto                                           | Toronto                        | Dario Franchitti  | Dallara-Honda | Chip Ganassi Racing |
| 26 juillet   | Rexall Edmonton Indy                                         | Edmonton Indy                  | Will Power        | Dallara-Honda | Team Penske         |
| 1er août     | Meijer Indy 300                                              | Kentucky Speedway              | Ryan Briscoe      | Dallara-Honda | Team Penske         |
| 9 août       | Honda 200                                                    | Mid-Ohio Sports Car Course     | Scott Dixon       | Dallara-Honda | Chip Ganassi Racing |
| 23 août      | Peak Antifreeze & Motor Oil Indy Grand Prix of Sonoma County | Infineon Raceway               | Dario Franchitti  | Dallara-Honda | Chip Ganassi Racing |
| 29 août      | Peak Antifreeze Indy 300                                     | Chicagoland Speedway           | Ryan Briscoe      | Dallara-Honda | Team Penske         |
| 19 septembre | Bridgestone Indy Japan 300                                   | Twin Ring Motegi               | Scott Dixon       | Dallara-Honda | Chip Ganassi Racing |
| 11 octobre   | GAINSCO Auto Insurance Indy 300                              | Homestead-Miami Speedway       | Dario Franchitti  | Dallara-Honda | Chip Ganassi Racing |

## Classement des pilotes[1]
| Classement | Pilote            | Pays             | Voiture       | Écurie                                             | Nombre de points |
| ---------- | ----------------- | ---------------- | ------------- | -------------------------------------------------- | ---------------- |
| 1er        | Dario Franchitti  | Royaume-Uni      | Dallara-Honda | Chip Ganassi Racing                                | 616              |
| 2e         | Scott Dixon       | Nouvelle-Zélande | Dallara-Honda | Chip Ganassi Racing                                | 605              |
| 3e         | Ryan Briscoe      | Australie        | Dallara-Honda | Team Penske                                        | 604              |
| 4e         | Hélio Castroneves | Brésil           | Dallara-Honda | Team Penske                                        | 433              |
| 5e         | Danica Patrick    | États-Unis       | Dallara-Honda | Andretti-Green Racing                              | 393              |
| 6e         | Tony Kanaan       | Brésil           | Dallara-Honda | Andretti Green Racing                              | 386              |
| 7e         | Graham Rahal      | États-Unis       | Dallara-Honda | Newman/Haas/Lanigan Racing                         | 385              |
| 8e         | Marco Andretti    | États-Unis       | Dallara-Honda | Andretti-Green Racing                              | 380              |
| 9e         | Justin Wilson     | Royaume-Uni      | Dallara-Honda | Dale Coyne Racing                                  | 354              |
| 10e        | Dan Wheldon       | Royaume-Uni      | Dallara-Honda | Panther Racing                                     | 356              |
| 11e        | Hideki Mutoh      | Japon            | Dallara-Honda | Andretti-Green Racing                              | 353              |
| 12e        | Ed Carpenter      | États-Unis       | Dallara-Honda | Vision Racing                                      | 321              |
| 13e        | Raphael Matos     | Brésil           | Dallara-Honda | Luczo-Dragon Racing                                | 312              |
| 14e        | Mario Moraes      | Brésil           | Dallara-Honda | KV Racing Technology                               | 304              |
| 15e        | Ryan Hunter-Reay  | États-Unis       | Dallara-Honda | Vision Racing A. J. Foyt Enterprises               | 298              |
| 16e        | Robert Doornbos   | Pays-Bas         | Dallara-Honda | Newman/Haas/Lanigan Racing HVM Racing              | 283              |
| 17e        | Mike Conway       | Royaume-Uni      | Dallara-Honda | Dreyer & Reinbold Racing                           | 261              |
| 18e        | Ernesto Viso      | Venezuela        | Dallara-Honda | HVM Racing                                         | 248              |
| 19e        | Will Power        | Australie        | Dallara-Honda | Team Penske                                        | 215              |
| 20e        | Tomas Scheckter   | Afrique du Sud   | Dallara-Honda | Dreyer & Reinbold Racing                           | 195              |
| 21e        | Oriol Servia      | Espagne          | Dallara-Honda | Rahal-Letterman Racing Newman/Haas/Lanigan Racing  | 115              |
| 22e        | Alex Tagliani     | Canada           | Dallara-Honda | Conquest Racing                                    | 114              |
| 23e        | Paul Tracy        | Canada           | Dallara-Honda | KV Racing Technology A. J. Foyt Enterprises        | 113              |
| 24e        | Milka Duno        | Venezuela        | Dallara-Honda | Dreyer & Reinbold Racing                           | 113              |
| 25e        | Sarah Fisher      | États-Unis       | Dallara-Honda | Sarah Fisher Racing                                | 89               |
| 26e        | Jaques Lazier     | États-Unis       | Dallara-Honda | Team 3G                                            | 77               |
| 27e        | Richard Antinucci | États-Unis       | Dallara-Honda | Team 3G                                            | 63               |
| 28e        | Vitor Meira       | Brésil           | Dallara-Honda | A. J. Foyt Enterprises                             | 62               |
| 29e        | Stanton Barrett   | États-Unis       | Dallara-Honda | Team 3G                                            | 62               |
| 30e        | Alex Lloyd        | Royaume-Uni      | Dallara-Honda | Sam Schmidt Motorsports Newman/Haas/Lanigan Racing | 41               |
| 31e        | Darren Manning    | Royaume-Uni      | Dallara-Honda | Dreyer & Reinbold Racing                           | 38               |
| 32e        | Townsend Bell     | États-Unis       | Dallara-Honda | KV Racing Technology                               | 32               |
| 33e        | A. J. Foyt IV     | États-Unis       | Dallara-Honda | A. J. Foyt Enterprises                             | 26               |
| 34e        | Scott Sharp       | États-Unis       | Dallara-Honda | Panther Racing                                     | 16               |
| 35e        | Nelson Philippe   | France           | Dallara-Honda | HVM Racing Conquest Racing                         | 16               |
| 36e        | Kosuke Matsuura   | Japon            | Dallara-Honda | Conquest Racing                                    | 13               |
| 37e        | John Andretti     | États-Unis       | Dallara-Honda | Dreyer & Reinbold Racing                           | 12               |
| 38e        | Roger Yasukawa    | États-Unis       | Dallara-Honda | Dreyer & Reinbold Racing                           | 12               |
| 39e        | Franck Montagny   | France           | Dallara-Honda | Andretti-Green Racing                              | 12               |
| 40e        | Davey Hamilton    | États-Unis       | Dallara-Honda | Dreyer & Reinbold Racing                           | 10               |

- Sur fond vert, le meilleur débutant de l'année (rookie of the year).